# WU-virus
WU-virus är ett polyomavirus, snarlikt KI-viruset, som förekommer över hela världen och ger luftvägsinfektioner hos barn. Sitt namn har det fått av att det 2007 upptäcktes av forskare vid Washington University School of Medicine i St. Louis, Missouri.